# Ралі Аргентини 2009
Ралі Аргентини 2009, повна офіційна назва Personal Rally Argentina 2009 — п'ятий етап чемпіонату світу з ралі 2009 року, 29-те ралі Аргентини. Гонки відбулися 24 — 26 квітня 2009 року в провінції Кордова, з базою в містечку Вілья-Карлос-Пас, яке розташоване 35 км на південь від столиці провінції міста Кордови. Крім абсолютного заліку пілотів і команд, на цьому етапі відбудуться змагання в категоріях JWRC та PC WRC. Титульний спонсор ралі — аргентинський телекомунікаційний концерн Personal.
Стартовий і заключний етапи ралі відбудуться в форматі «суперспейшл» на стадіоні «Chateau Carreras stadium» у Кордові — столиці однойменної провінції.

## Характеристика етапу

### Покриття
Швидкісні ділянки (ШД) траси прокладено шляхами з гравійним покриттям. Маршрут прокладено трьома передгірськими долинами з різноманітним характером гравійного покриття: пісок, каміння, русла струмків, скелясті ділянки. Все це разом з фактором висоти (650—2000 м над рівнем моря) створило надзвичайно складні умови для змагань. На відміну від попередніх років змагання вперше відбулися у квітні, а не у березні, тобто після закінчення сезону дощів в Аргентині, що забезпечило зменшення протяжності багнистих ділянок траси.

### Учасники
Для участі в ралі заявки подало 59 екіпажів (стартував 51), в тому числі у заліку WRC — 10, PC WRC — 11, JWRC — 3 та 27 приватних учасників переважно з Аргентини. У змаганнях команд взяли участь всі 5 команд категорії виробників (Manufacturers).

### Кількість автомобілів учасників за класами та марками
Клас A8 (10 автомобілів)
| - 5 — Ford Focus RS WRC 08 | - 4 — Citroën C4 WRC | - 1 — Citroën Xsara WRC |

Клас A6 (8 автомобілів)
| - 1 — Renault Clio S1600, - 2 — Suzuki Swift S1600 | - 1 — Peugeot 206 XS - 3 — Opel Corsa | - 1 — Fiat Palio |

Клас N4 (26 автомобілів)
| - 3 — Mitsubishi Lancer Evo X - 11 — Mitsubishi Lancer Evo IX | - 4 — Subaru Impreza Sti N14 - 2 — Subaru Impreza Sti | - 5 — Subaru Impreza WRX STi |

Клас N3 (1 автомобіль)
- 1 — Peugeot 206 RC

Клас N2 (6 автомобілів)
| - 2 — Renault Clio 16V | - 3 — Fiat Palio | - 1 — Honda Civic VTi |

## Результати
| Місце                             | Пілот                             | Штурман                           | Автомобіль                        | Час                               | Відставання                       | Очок                              |
| Залік чемпіонату світу в абсолюті | Залік чемпіонату світу в абсолюті | Залік чемпіонату світу в абсолюті | Залік чемпіонату світу в абсолюті | Залік чемпіонату світу в абсолюті | Залік чемпіонату світу в абсолюті | Залік чемпіонату світу в абсолюті |
| --------------------------------- | --------------------------------- | --------------------------------- | --------------------------------- | --------------------------------- | --------------------------------- | --------------------------------- |
| 1.                                | Себастьян Льоб                    | Даніель Елена                     | Citroën C4 WRC                    | 3:57:40,3                         |                                   | 10                                |
| 2.                                | Дані Сордо                        | Marc Marti                        | Citroën C4 WRC                    | 3:58:53,4                         | +1:13,1                           | 8                                 |
| 3.                                | Хеннінґ Сольберґ                  | Като Менкеруд                     | Ford Focus RS WRC 08              | 4:01:44,4                         | +4:04,1                           | 6                                 |
| 4.                                | Федеріко Вільягра                 | Хорхе Перес Компанк               | Ford Focus RS WRC 08              | 4:03:40,0                         | +5:59,7                           | 5                                 |
| 5.                                | Метью Вілсон                      | Скот Мартін                       | Ford Focus RS WRC 08              | 4:03:51,2                         | +6:10,9                           | 4                                 |
| 6.                                | Ярі-Матті Латвала                 | Мікка Анттіла                     | Ford Focus RS WRC 08              | 4:07:30,3                         | +9:50,0                           | 3                                 |
| 7.                                | Себастьян Оґьє                    | Жюльєн Інграссіа                  | Citroën C4 WRC                    | 4:21:14,6                         | +23:34,3                          | 1                                 |
| 8.                                | Насер Аль Атіях                   | Джованні Берначчині               | Subaru Impreza Sti N14            | 4:20:51,9                         | +23:11,6                          | 1                                 |
| Залік PC WRC                      |                                   |                                   |                                   |                                   |                                   |                                   |
| 1. (8.)                           | Насер Аль Атіях                   | Джованні Берначчині               | Subaru Impreza Sti N14            | 4:20:51,9                         |                                   | 10                                |
| 2. (10.)                          | Маркос Лігато                     | Рубен Гарсія                      | Mitsubishi Lancer Evo X           | 4:23:04,8                         | +2:12,9                           | 8                                 |
| 3. (12.)                          | Тошигіро Араї                     | Ґлен Макніл                       | Subaru Impreza Sti N14            | 4:27:27,9                         | +6:36,0                           | 6                                 |
| 4. (16.)                          | Спірос Павлідес                   | Кріс Паттерсон                    | Subaru Impreza Sti N14            | 4:45:10,4                         | +24:18,5                          | 5                                 |
| 5. (18.)                          | Ейвінд Брюнілдсен                 | Дені Жироде                       | Mitsubishi Lancer Evo IX          | 4:52:49,9                         | +31:58,0                          | 4                                 |
| 6. (21.)                          | Габор Маєр                        | Роберт Тагаї                      | Subaru Impreza Sti                | 5:00:56,3                         | +40:04,4                          | 3                                 |
| Залік JWRC                        |                                   |                                   |                                   |                                   |                                   |                                   |
| 1. (14.)                          | Міхал Косцюшко                    | Мацєк Шчепаняк                    | Suzuki Swift S1600                | 4:42:28,8                         |                                   | 10                                |
| 2. (15.)                          | Аарон Буркарт                     | Міхаель Кольбах                   | Suzuki Swift S1600                | 4:44:08,7                         | +1:39,9                           | 8                                 |
| 3. (17.)                          | Алессандро Беттега                | Сімон Скаттолін                   | Renault Clio R3                   | 4:50:02,0                         | +7:33,2                           | 6                                 |

## Швидкісні ділянки етапу
| День           | № ШД | Час стартуж | Назва ШД                         | Дистанція, км | Переможець        | Час     | Сер. швидк. км/год | Лідер після ШД    |
| -------------- | ---- | ----------- | -------------------------------- | ------------- | ----------------- | ------- | ------------------ | ----------------- |
| 1 (24 квітня ) | ШД1  | 01:05       | Estadio Cordoba 1 (суперспейшл)  | 2,40          | Себастьян Льоб    | 2:23,6  | 60,2               | Себастьян Льоб    |
| 1 (24 квітня ) | ШД2  | 13:45       | La Cumbre - Agua de Oro 1        | 14,94         | Ярі-Матті Латвала | 12:48,7 | 70,0               | Ярі-Матті Латвала |
| 1 (24 квітня ) | ШД3  | 14:41       | Ascochinga - La Cumbre 1         | 22,38         | Дані Сордо        | 14:44,1 | 91,1               | Дані Сордо        |
| 1 (24 квітня ) | ШД4  | 15:44       | Capilla del Monte - San Marcos 1 | 22,95         | Петер Сольберґ    | 17:33,5 | 78,4               | Мікко Хірвонен    |
| 1 (24 квітня ) | ШД5  | 16:16       | San Marcos - Charbonier 1        | 9,61          | Себастьян Льоб    | 6:32,5  | 88,1               | Мікко Хірвонен    |
| 1 (24 квітня ) | ШД6  | 20:26       | Ascochinga - La Cumbre 2         | 22,38         | Дані Сордо        | 14:26,8 | 92,9               | Дані Сордо        |
| 1 (24 квітня ) | ШД7  | 21:29       | Capilla del Monte - San Marcos 2 | 22,95         | Мікко Хірвонен    | 17:16,8 | 79,7               | Мікко Хірвонен    |
| 1 (24 квітня ) | ШД8  | 22:01       | San Marcos - Charbonier 2        | 9,61          | Себастьян Льоб    | 6:28,9  | 89,0               | Дані Сордо        |
| 1 (24 квітня ) | ШД9  | 23:04       | La Cumbre - Agua de Oro 2        | 14,94         | Ярі-Матті Латвала | 12:32,4 | 71,5               | Дані Сордо        |
| 2 (25 квітня)  | ШД10 | 15:38       | El Mirador - San Lorenzo 1       | 20,81         | Себастьян Льоб    | 11:28,0 | 108,9              | Дані Сордо        |
| 2 (25 квітня)  | ШД11 | 16:12       | Mina Clavero - Giulio Cesare 1   | 22,79         | Себастьян Льоб    | 18:18,2 | 74,8               | Дані Сордо        |
| 2 (25 квітня)  | ШД12 | 17:00       | El Condor - Copina 1             | 16,29         | Себастьян Льоб    | 13:04,6 | 74,7               | Себастьян Льоб    |
| 2 (25 квітня)  | ШД13 | 17:46       | Icho Cruz - Carlos Paz 1         | 9,73          | Себастьян Льоб    | 6:19,4  | 92,3               | Себастьян Льоб    |
| 2 (25 квітня)  | ШД14 | 21:23       | El Mirador - San Lorenzo 2       | 20,81         | Мікко Хірвонен    | 11:22,0 | 109,8              | Себастьян Льоб    |
| 2 (25 квітня)  | ШД15 | 21:57       | Mina Clavero - Giulio Cesare 2   | 22,79         | Себастьян Льоб    | 18:04,5 | 75,7               | Себастьян Льоб    |
| 2 (25 квітня)  | ШД16 | 22:45       | El Condor - Copina 2             | 16,29         | Ярі-Матті Латвала | 13:06,5 | 74,6               | Себастьян Льоб    |
| 2 (25 квітня)  | ШД17 | 23:31       | Icho Cruz - Carlos Paz 2         | 9,73          | Себастьян Льоб    | 6:26,6  | 90,6               | Себастьян Льоб    |
| 2 (25 квітня)  | ШД18 | 1:05        | Estadio Cordoba 2 (суперспейшл)  | 2,40          | Дані Сордо        | 2:23,6  | 60,2               | Себастьян Льоб    |
| 3 (26 квітня)  | ШД19 | 14:48       | Villa Giardino - La Falda        | 15,78         | Себастьян Льоб    | 11:18,2 | 83,8               | Себастьян Льоб    |
| 3 (26 квітня)  | ШД20 | 15:20       | Valle Hermoso - Casa Grande      | 10,95         | Себастьян Льоб    | 7:14,8  | 90,7               | Себастьян Льоб    |
| 3 (26 квітня)  | ШД21 | 11:27       | Cosquin - Tanti                  | 16,03         | Ярі-Матті Латвала | 6:19,8  | 106,8              | Себастьян Льоб    |
| 3 (26 квітня)  | ШД22 | 16:26       | Tanti Nuevo - Villa Garcia       | 7,60          | Ярі-Матті Латвала | 4:15,9  | 106,9              | Себастьян Льоб    |
| 3 (26 квітня)  | ШД23 | 18:05       | Estadio Cordoba 3 (суперспейшл)  | 2,40          | Себастьян Льоб    | 2:26,6  | 58,9               | Себастьян Льоб    |

ж)- За київським часом